# COLT 스튜디오 그룹

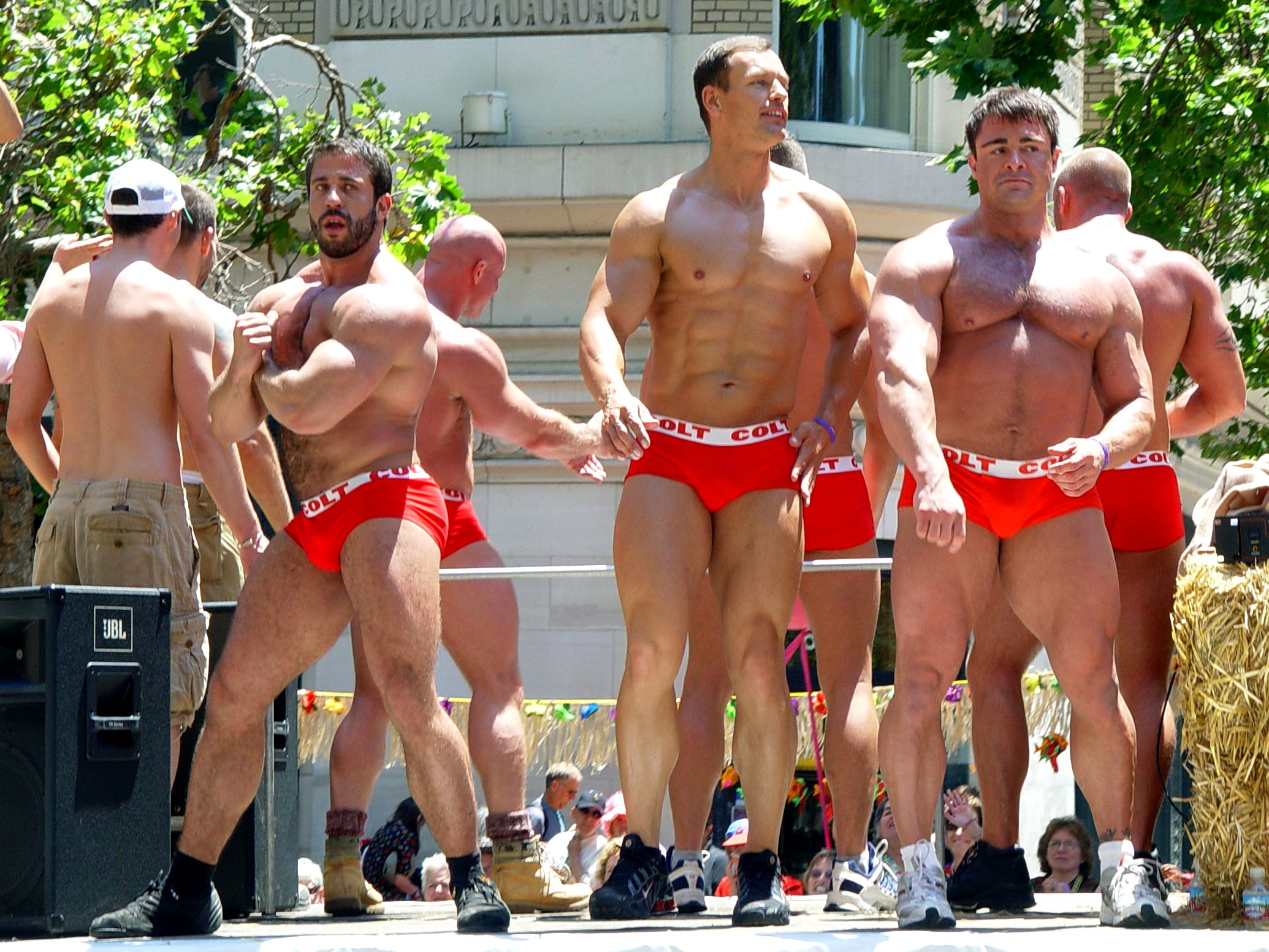

COLT 스튜디오 그룹(COLT Studio Group)은 샌프란시스코에 본사를 둔 미국의 게이 포르노 제작사이다. 1967년 뉴욕에서 시작되었다.